# Maddalam
Ne doit pas être confondu avec Madalam.
Le maddalam, mattalam ou madale est un instrument de percussion du sud de l'Inde. C'est un tambour en tonneau à deux faces. Il est utilisé dans la musique kéralaise rituelle par la caste des Mârârs.
Il ne faut pas le confondre avec le madal du Népal.

## Facture

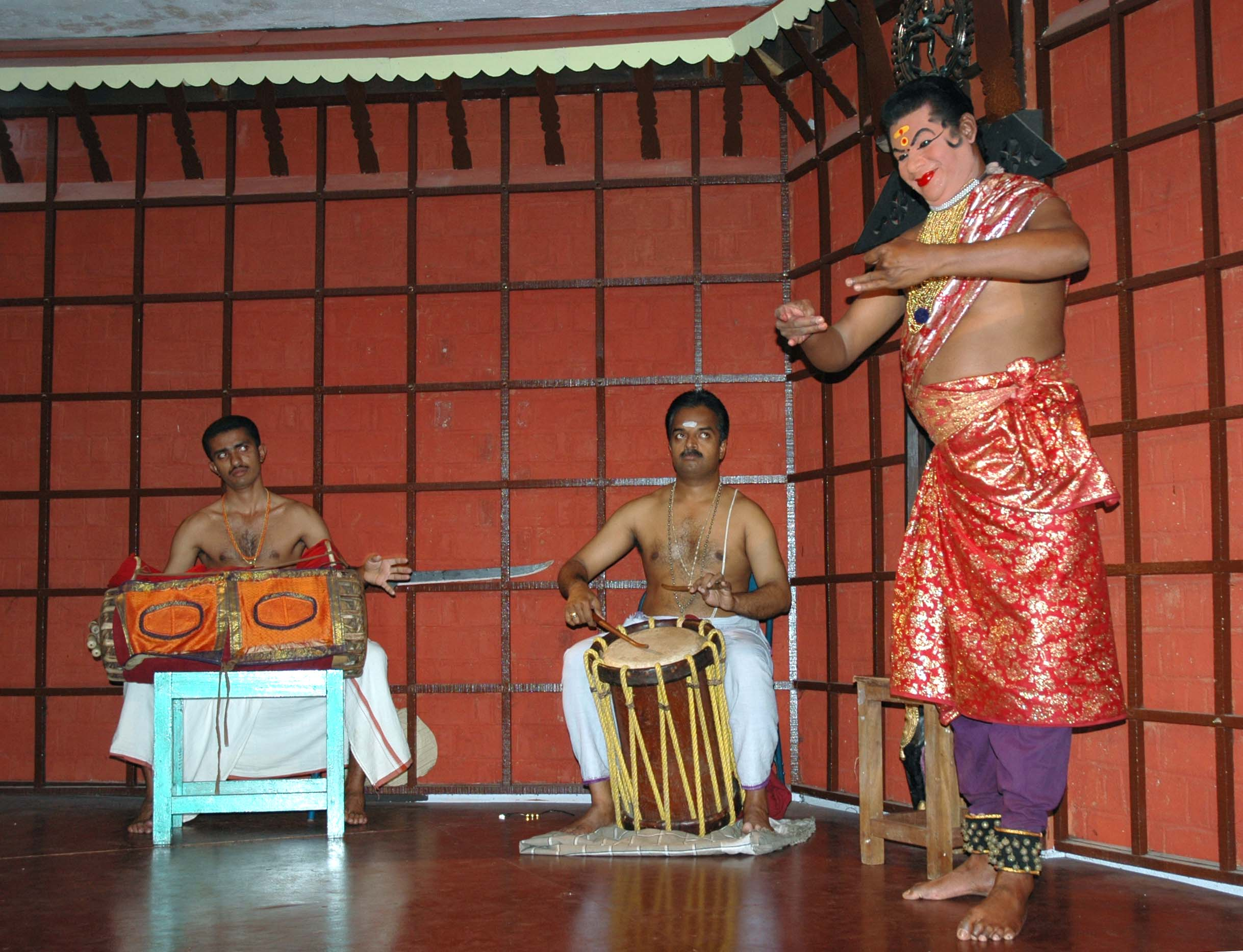
Kathakali avec maddalm à gauche.

Le lourd fût long de 60 cm est taillé dans du bois de jacquier. Les épaisses membranes en peau de veau sont maintenues au moyen d'un laçage de cuir de buffle. Une pastille noire similaire à celle du mridangam recouvre une face du maddalam afin d'obtenir des harmoniques. Une pâte blanche amovible de farine ou semoule est collée contre l'autre face afin d'accorder la face basse.

## Jeu
On en joue debout, l'instrument étant suspendu horizontalement à une bandoulière autour des épaules ; il est recouvert d'un tissu miroitant.
On le trouve dans la musique rituelle panchavadyam, maddalam keli, la danse kathakali, et le théâtre kutiyattam joués dans les temples hindous.

## Source et lien externe
- (en) S. Sadie, The New Grove Dictionary of Musicals Instruments, Macmillan, London, 1985.